# Convention de Berne pour la protection des œuvres littéraires et artistiques
Pour les articles homonymes, voir Convention de Berne.
La convention de Berne pour la protection des œuvres littéraires et artistiques, « matrice du droit conventionnel » signée le 9 septembre 1886, est un instrument juridique international visant à la protection des œuvres et des droits d'auteurs y afférent.
Adoptée dans la ville de Berne (Suisse) en 1886, la convention de Berne permet notamment à un auteur étranger de se prévaloir des droits en vigueur dans le pays où ont lieu les représentations de son œuvre.
Administré par l'Organisation mondiale de la propriété intellectuelle (OMPI), une institution des Nations unies comprenant 191 États membres, ce traité compte 176 parties contractantes.
Il repose sur trois principes fondamentaux et contient une série de dispositions visant à accorder un minimum de protection, ainsi que des dispositions spéciales pour les pays en développement.
Un traité déposé par le directeur de l'OMPI, adopté à Genève le 20 décembre 1996, prévoit certaines adaptations de la convention à l'ère du numérique.

## Fondements historiques

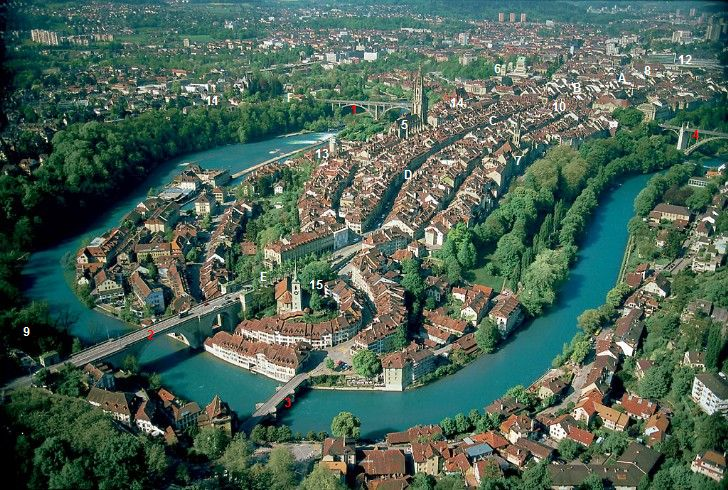
Photographie aérienne de Bern

En 1791 et 1793, la France reconnut légalement les droits d'auteurs sur les œuvres littéraires et artistiques de ses auteurs nationaux. Elle fut suivie par de nombreux pays.
Rapidement la nécessité d'étendre la protection des œuvres concernées au-delà des frontières nationales fut cependant reconnue. La France, la première, décréta en 1852 que la contrefaçon d'ouvrages publiés à l'étranger constituait un délit sur le territoire français. Puis, en 1880, elle conclut avec l'Espagne et le Salvador une convention sur la base de l'assurance réciproque du traitement national. Les conventions de ce type se multiplièrent ensuite, de manière à lier différents pays.
Devant le défaut d'unité qui en résulta, différentes associations œuvrant pour l'unification des principes juridiques régissant la propriété littéraire et artistique, ou pour l'avancement de la codification internationale, furent fondées. Au nombre de celles-ci, l'Association littéraire internationale fut créée en 1878. En 1883, cette association délégua dans la ville de Berne (Suisse) des sociétés littéraires, universités, académies, associations, cercles de littérateurs, artistes, écrivains et éditeurs appartenant à différentes nations, où un projet de convention en dix articles fut élaboré.
La même année, le gouvernement suisse donna son appui au projet. Le Conseil fédéral formula alors un avant-projet de convention visant à garantir aux auteurs étrangers le traitement accordé aux auteurs nationaux par la législation intérieure de chaque nation.
Réunis en 1884 à l'occasion d'une première conférence, des délégués de l'Allemagne, de l'Autriche, de la Hongrie, de la Belgique, du Costa Rica, de la France, de la Grande-Bretagne, d'Haïti, des Pays-Bas, de la Suède, de la Norvège et de la Suisse amorcèrent une discussion autour de l'avant-projet formulé par le Conseil fédéral. Réunis autour d'une deuxième conférence, l'Angleterre, l'Espagne, l'Italie, le Honduras, la Tunisie, l'Argentine, les États-Unis et le Paraguay adoptèrent, en 1885, l'avant-projet. La diversité des lois intérieures et des conventions internationales existantes forcèrent toutefois d'importants amendements au projet initial.
L'année suivante, en 1886, l'Allemagne, la Belgique, l'Espagne, la France, la Grande-Bretagne, la République d'Haïti, l'Italie, la République de Libéria, la Confédération suisse et la Tunisie signèrent finalement l'acte constitutif de l'Union internationale pour la protection des œuvres littéraires et artistiques dans la ville de Berne. Les États-Unis ne ratifièrent la convention qu'en 1989 à la suite du Berne Convention Implementation Act of 1988 (en). L’inclusion de la notion de droit moral dans le texte a été identifiée comme la source de leur réticence[réf. souhaitée]. En effet, ainsi que le soulignent Benoit Épron et Marcello Vitali-Rosati, l'interprétation américaine du droit d'auteur diverge de l'interprétation européenne, ce qui rend problématique la gestion des droits d'auteur sur le plan international : l'interprétation américaine ne reconnaît que le droit patrimonial là où l'interprétation européenne reconnaît le droit patrimonial et le droit moral.
En dépit de l’intitulé de la convention, ce n'est pas l’œuvre qui sera dès lors protégée, mais l’auteur, son ayant cause ou son éditeur.

« Dans l’opinion de la conférence, le titre de la convention équivaut aux mots de : propriété littéraire et artistique, usités en France, ainsi qu’à ceux de : droit d’auteur, dont se sert la nouvelle loi belge, et doit être traduit dans chaque pays par l’expression usuelle qui y est employée pour désigner ces droits (Urheberrecht en Allemagne, copyright en Angleterre, diritti di autore en Italie, etc.). »

Signée le 9 septembre 1886 à Berne, la convention fut complétée à Paris (1896), révisée à Berlin (1908), complétée à Berne (1914), révisée à Rome (1928), à Bruxelles (1948), à Stockholm (1967) et à Paris (1971) et modifiée en 1979.
L'Union de Berne est dotée d'une assemblée et d'un comité exécutif. Chaque pays ayant adhéré aux dispositions administratives et aux clauses finales de l'Acte de Stockholm est membre de l'assemblée. Les membres du comité exécutif sont élus parmi les membres de l'union, exception faite de la Suisse qui en est membre de droit.
La convention de Berne est ouverte à tous les États. Les instruments de ratification ou d'adhésion doivent être déposés auprès du directeur général de l’OMPI, qui administre la convention. En cas de contestation sur l’interprétation de la convention, le texte français fait foi.

## Principes fondamentaux
1. Les œuvres ayant pour pays d'origine l'un des États signataires, c'est-à-dire dont l'auteur est un ressortissant d'un des États de l’union, doivent bénéficier dans chacun des autres États contractants de la même protection que celle que cet État accorde aux œuvres de ses propres nationaux (principe du «traitement national» art 3 complété par l’art 4 de la Convention). La Convention de Genève (signée en 1952) protège les œuvres, alors que la Convention de Berne s’intéresse plus directement à la protection des auteurs et bénéficie ainsi d’un champ d’application plus large que la convention universelle[9]. En effet, la Convention de Berne protège également les auteurs ne bénéficiant que d’une protection minimale dans leur pays, à la seule condition qu’ils aient effectué la première publication de leur œuvre dans un pays de l’union. Certains considèrent qu'il existe une règle matérielle au sein de la convention, selon laquelle l'auteur serait la personne physique qui crée l'œuvre. En réalité, aucun texte de la convention ne s'attache à définir ce qu’est un auteur[note 1]. L’auteur étranger sera donc assimilé à un national, bénéficiant ainsi de la même protection que celui-ci, sauf si la législation en vigueur est inférieure au minimum conventionnel. Dans ce cas-là, la convention de Berne jouera le rôle de « complément »[10].
2. Cette protection ne doit être subordonnée à l'accomplissement d'aucune formalité (principe de la « protection automatique » art 5.2 de la Convention). Cette disposition n’implique aucune modification du droit interne pour les États subordonnant la protection à un dépôt de l’œuvre. La Convention a, en effet, pour seul but de réguler les relations internationales. Elle s'appliquera donc lors d'une divergence entre le pays de création et le pays où la protection est demandée. Son application est donc soumise à l’existence d’un élément d’extranéité. Il faut qu’au moins un des principaux éléments de la situation ; œuvre, auteur, contrefaçon ; se trouve à l’étranger[2] (1er civ. 10 février 1998 RCDIP 1998, n°95-19.030 : illustration de ce principe dans la jurisprudence française).
3. Cette protection est indépendante de l'existence de la protection dans le pays d'origine de l'œuvre (principe de l'« indépendance » de la protection (art 5.2)). Toutefois, il existe un système dit de comparaison des délais. Les États ont la possibilité d’étendre la durée de la protection au-delà du minimum prescrit par la convention. Or si l'œuvre cesse d'être protégée dans le pays d'origine, sauf disposition contraire de la loi nationale, la protection n’ira pas au-delà de cette durée.

## Dispositions générales
- En ce qui concerne les œuvres, la protection doit s'appliquer à « toutes les productions du domaine littéraire, scientifique et artistique, quel qu'en soit le mode ou la forme d'expression » (article 2.1 de la convention).

La tradition entre les pays de « droit d’auteur » et ceux de « copyright » étant différente la Convention de Berne (art 2.2) a laissé aux États le soin de déterminer les œuvres littéraires et artistiques qui « ne sont pas protégées tant qu’elles n’ont pas été fixées sur un support matériel ». Cette énumération des œuvres protégées par la convention n’est donc pas exhaustive. Mais les ajouts de chaque État ne sont opposables à un autre État de l’union que dans la mesure où celui-ci les a acceptés auparavant.
Néanmoins, il existe une règle spéciale adoptée par la Convention à l’art 2.7 « pour les œuvres protégées uniquement comme dessins et modèles dans le pays d'origine, il ne peut être réclamé dans un autre pays de l'Union que la protection spéciale accordée dans ce pays aux dessins et modèles ». À défaut d’une telle protection, ces œuvres seront toutefois « protégées comme œuvres artistiques ». La Convention prévoit également des exclusions de la protection, relativement similaires à celles existantes au sein du droit français. Elles font partie de la marge d’appréciation étatique, mais l’art 2.8 en impose une aux États signataires : celle des « informations de presse ».
- Ainsi, sous réserve de certaines restrictions, limitations ou exceptions permises, les droits suivants figurent parmi ceux qui doivent être reconnus comme des droits exclusifs nécessitant une autorisation de l'auteur ou de ses ayants droit :
  - le droit de traduire ;
  - le droit de faire des adaptations et des arrangements de l'œuvre ;
  - le droit de représenter ou d'exécuter en public des œuvres dramatiques, dramatico-musicales et musicales ;
  - le droit de réciter en public des œuvres littéraires ;
  - le droit de communiquer au public la représentation ou l'exécution de ces œuvres ;
  - le droit de radiodiffuser (avec la possibilité pour un État contractant de prévoir un simple droit à une rémunération équitable au lieu d'un droit d'autorisation) ;
  - le droit de faire des reproductions de quelque manière et sous quelque forme que ce soit (avec la possibilité pour un État contractant de permettre dans certains cas spéciaux la reproduction sans autorisation si elle ne porte pas atteinte à l'exploitation normale de l'œuvre ni ne cause un préjudice injustifié aux intérêts légitimes de l'auteur et de prévoir, pour les enregistrements sonores d'œuvres musicales, un droit à une rémunération équitable) ;
  - le droit d'utiliser une œuvre comme point de départ d'une œuvre audiovisuelle, et le droit de reproduire, distribuer, exécuter en public ou communiquer au public cette œuvre audiovisuelle ;
  - le droit de suite est reconnu dans la Convention, art 14 bis, comme un droit inaliénable sur les œuvres et manuscrits originaux. Le paragraphe 2 de l’article précise néanmoins que ce droit est laissé à l’appréciation des États, qui le reconnaissent peu en pratique et dont l'application est soumis à la réciprocité.
  - la convention prévoit aussi des « droits moraux », c'est-à-dire le droit de revendiquer la paternité de l'œuvre et le droit de s'opposer à toute mutilation, déformation ou autre modification de l'œuvre ou à toute autre atteinte qui serait préjudiciable à l'honneur ou à la réputation de l'auteur (art 6 bis al 1).

Au vu de la diversité existante, la convention n’a repris ici que les éléments essentiels du droit moral, soit ceux faisant l’objet d’un consensus chez les États contractants. L’art 6 bis 2 précise que « sa durée ne peut être inférieure à celle des droits patrimoniaux ». Les États ont eu le choix de maintenir ou d’exclure la protection du droit moral de l’auteur après son décès. C’est aussi la loi nationale qui est chargée de déterminer les personnes habilitées à agir en justice.
- En ce qui concerne la durée de protection, la règle générale est que la protection doit être accordée jusqu'à l'expiration de la 50e année après la mort de l'auteur. Mais cette règle générale connaît des exceptions. Pour les œuvres anonymes ou pseudonymes, la durée de protection expire 50 ans après que l'œuvre a été licitement rendue accessible au public, sauf si le pseudonyme ne laisse aucun doute sur l'identité de l'auteur ou si celui-ci révèle son identité pendant la période en question, auquel cas c'est la règle générale qui s'applique. Pour les œuvres audiovisuelles (cinématographiques), la durée minimale de protection est de 50 ans après que l'œuvre a été rendue accessible au public ou, à défaut d'un tel événement, à compter de la création de l'œuvre. Pour les œuvres des arts appliqués et les œuvres photographiques, la durée minimale est de 25 ans à compter de la création de l'œuvre. Pour les œuvres de collaboration, le point de départ du délai de protection post mortem est la « mort du dernier survivant des collaborateurs ».

- Les sanctions de la protection[2] :

L’art 15 incite les États unionistes à sanctionner la violation des droits protégés dans la convention, en permettant aux auteurs de se défendre, notamment par une action en contrefaçon. L’art 16 met en place une procédure de saisie des « œuvres contrefaites » ; disposition « également applicable aux reproductions provenant d’un pays où l’œuvre n’est pas protégée ou a cessé de l’être ».

## Dispositions spéciales pour les pays en développement
Conformément à la pratique établie de l'Assemblée générale des Nations unies, ils ont la faculté de s'écarter, pour certaines œuvres et sous certaines conditions, de ces minimums de protection en ce qui concerne le droit de traduction et le droit de reproduction. L’annexe destinée aux pays en voie de développement leur permet d’établir un système de licence légale. Mais cela pose des problèmes d’application de la Convention de Berne. L’absence de réciprocité revient à permettre une protection moindre de la part des pays en voie de développement envers les auteurs des pays développés au sein de l’union de Berne.

## Conventions dérivées
Divers traités ont suivi la Convention de Berne, et s’y rattachent plus ou moins.
- La Convention de Genève (6 septembre 1952) sur le droit d’auteur.
- La Convention de Rome (26 octobre 1961) sur les droits voisins.
- L’Accord ADPIC (15 décembre 1994) et les deux Traités de l’OMPI (20 décembre 1996) sur le droit d’auteur et les droits voisins.
  - Le Traité de l’OMPI sur le droit d’auteur, instauré dans le but d’adapter la Convention de Berne aux évolutions culturelles et techniques, inclut dans la liste des œuvres protégées les logiciels et les bases de données.

## La convention de Berne à l'ère numérique
À l'ère du numérique, la déterritorialisation des contenus (le fait qu'un contenu disponible sur le Web soit accessible partout dans le monde) « met en crise » la convention de Berne pour la protection des œuvres littéraires et artistiques.

« Les considérations sur la convention de Berne permettent de comprendre comment les technologies numériques peuvent mettre en crise les lois sur le droit d’auteur. La convention s’appuyait sur l’idée que les livres circulent physiquement dans un État ou dans l’autre. L’accessibilité d’un livre dans un État n’impliquait pas son accessibilité dans l’autre. Le fait qu’un livre soit tombé dans le domaine public au Canada, mais pas en France, ne posait donc que peu de problèmes : les Français n’auraient pu accéder à l’ouvrage qu’en allant physiquement au Canada. Or, dans le cadre de la circulation numérique, un problème se pose : si un livre est mis à disposition gratuitement sur un serveur au Québec, qu’est-ce qui empêche un Français de le télécharger, même s’il est encore sous droit d’auteur en France ? »